# Eirene parvitentaculata
Eirene parvitentaculata är en nässeldjursart som beskrevs av Bouillon 1984. Eirene parvitentaculata ingår i släktet Eirene och familjen Eirenidae. Inga underarter finns listade i Catalogue of Life.